# Żywe Muzeum Piernika w Toruniu

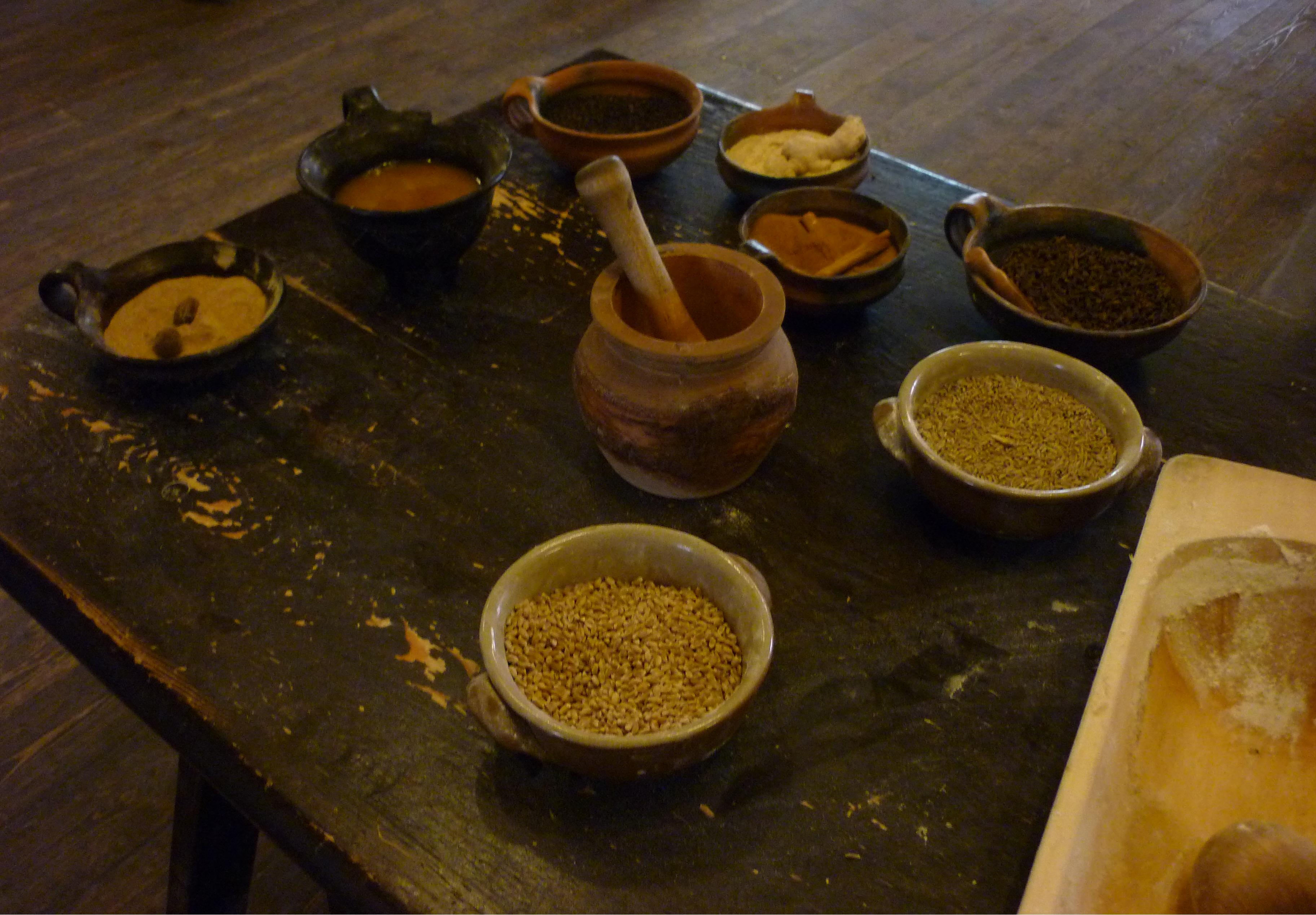
Naczynia w muzeum piernika

Żywe Muzeum Piernika w Toruniu – placówka o charakterze muzealnym w Toruniu, prowadząca zajęcia warsztatowe z tradycyjnego wypieku piernika toruńskiego, połączone z ekspozycją historyczną. 
Muzeum w roku 2022 odwiedziło 155 tysięcy osób. Instytucja regularnie zajmuje wysokie miejsce w rankingach atrakcji turystycznych Torunia (TripAdvisor, National Geographic Polska, VisitTorun.com)

## Charakterystyka
Muzeum Piernika jest placówką interaktywną: w zrekonstruowanej XVI-wiecznej piekarni odbywa się produkcja pierników według starych receptur i przy użyciu tradycyjnych narzędzi. Goście odwiedzający muzeum nie tylko mogą obejrzeć sposób wyrobu korzennych wypieków, ale przede wszystkim sami wziąć udział w procesie jego powstawania -- samodzielnie przesiać mąkę, utłuc przyprawy czy wyrobić ciasto. Pieczenie toruńskiego ciasta odbywa się w tradycyjnych drewnianych formach.
Muzeum prowadzone jest przez firmę To-Tur Toruńska Turystyka, która w 2024 zatrudniała ponad 70 osób.

## Wyróżnienia
W 2017 Muzeum otrzymało Złoty Certyfikat Polskiej Organizacji Turystycznej. W 2019 Muzeum otrzymało nagrodę Symbol Polskich Obiektów Turystycznych.

## Muzea piernika w Toruniu
W 2015 roku jednostkę o podobnym profilu utworzyło Muzeum Okręgowe w Toruniu. Ta nosi nazwę Muzeum Toruńskiego Piernika i została otwarta we współpracy z Fabryką Cukierniczą "Kopernik".